# Sam Griffiths
Pour les articles homonymes, voir Griffiths.
Sam Griffiths est un cavalier australien né le 27 mai 1972. Il a remporté avec Shane Rose, Stuart Tinney et Christopher Burton la médaille de bronze du concours complet par équipes aux Jeux olympiques d'été de 2016 à Rio de Janeiro.